# Lionel Barthold
Lionel Olav Barthold (Great Barrington (Massachusetts), 20 maart 1920) is een Amerikaanse elektrotechnisch ingenieur en oprichter van Power Technologies Incorporated.

## Biografie
Op 20 maart 1920 werd Barthold geboren in Great Barrington, Massachusetts, VS. In 1950 behaalde hij zijn bachelordiploma in natuurkunde aan de Northwestern University. Na zijn afstuderen ging Barthold werken bij General Electric. In 1969 verliet hij GE en richtte hij Power Technologies, Inc. (PTI) op. Destijds was PTI een technisch adviesbureau voor nutsbedrijven tijdens de snelle uitbreiding van transmissiesystemen voor hoogspanning.
In 1981 werd hij geselecteerd voor lidmaatschap van de National Academy of Engineering; vanwege zijn leiderschap en innovatie in het ontwerpen van elektrische energiesystemen, met name in transmissietechnologie van extrahoogspanning (EHS) en ultrahoogspanning (UHS). In 2019 ontving hij de IEEE Medal in Power Engineering; vanwege zijn bijdragen aan en leiderschap in het bevorderen van de technologieën van elektriciteitstransmissie.